# الشارقة الصناعية
االشارقة الصناعية هي منطقة في الشارقة، بالإمارات العربية المتحدة .  تضم المنطقة الصناعية في الشارقة 18 منطقة فرعية تساهم بأكثر من 48% من الناتج الصناعي الإجمالي لدولة الإمارات العربية المتحدة. 